# カリナゴ・テリトリー

居留地は教区北部の狭くなった地域に位置する。

カリナゴ・テリトリー（英語: Kalinago Territory）は、ドミニカ国東部セント・デイヴィッド教区内に設置されているカリブ族（カリナゴ族）の居留地である。アメリカ先住民のカリブ族（カリナゴ族）による自治が行われており、独自の議会を持つ。面積は3,700エーカー（約15km2）、総人口は2,112人（2011年国勢調査）。首都はサリュビア。住民は居留地内の土地の共同所有権を持つ。
かつてはカリブ居留地（Carib Reserve）あるいはカリブ・テリトリー（Carib Territory）と呼ばれていたが、先住民はヨーロッパ人が名付けた「カリブ」が植民地時代や人食い人種を想起させるとして、自称である「カリナゴ」への置き換えを要求していた。2015年2月22日にドミニカ国議会は「カリブ」という用語を「カリナゴ」へ置き換えることを決議し、併せて居留地名もカリナゴ・テリトリーへ改称された。

## 歴史
カリブ族はクリストファー・コロンブスが西インド諸島を「発見」する以前から諸島に広く住んでいたとされ、アメリカ先住民の一つに数えられている。コロンブスの発見以降、西インド諸島の各島にはイギリスやフランスなど多数のヨーロッパ人が上陸し、入植するようになると先住のカリブ族としばし衝突した。ヨーロッパ人はカリブ族を追い込み、島から追放するか虐殺することで絶滅させていった。次々と島からカリブ族が消えていく中で、ドミニカ島は数少ないカリブ族が生き残った島となった。
1776年、イギリス王室はサリュビア周辺の土地をカリブ族へ与えた。翌年には区域が拡大し、カリブ族地区（The Carib Quarter）が誕生した。伝説によると、ジョージ3世の王妃シャーロットがカリブ族のために土地を確保していたと言われている。1902年、ドミニカ島の行政官であったヘンリー・ヘスケス・ベルはカリブ族地区へ訪れた後、本国の植民地省へカリブ族の居留地の設置を打診した。翌年に提案は採用され、1903年7月4日のドミニカ島植民地政府の官報でカリブ居留地の設置が布告された。こうしてカリブ族は島東部の人里離れた山岳地帯に移される代わりに、公式に首長（チーフ）の選出が認められ、3,700エーカーの土地と年間6ポンドの給付金を受け取ることになった。
居留地は島のほかの地域から隔離されていることから、フランス領のマリー・ガラント島およびマルティニークからの密輸が絶えなかった。1930年、植民地警察は密輸を取り締まるために居留地へ侵入し、サリュビアで密輸品の取り押さえと容疑者の逮捕を行うと、周囲で見ていたカリブ族は警察を攻撃し暴動が発生した。海兵隊とダナイー級軽巡洋艦デリーが島に派遣され、暴動は鎮圧された。当時の正確な状況は伝わっておらず、島全体でカリブ族が蜂起したとまで噂された。やがては内容が脚色されていき、「カリブ戦争 (The Carib War)」とまで呼ばれるようになった。当時の首長トーマス・ジョリー・ジョンは降伏し、植民地政府は首長制度の停止した。
1952年に行政官は首長制度の復活を宣言し、翌年にホイットニー・フレデリックが就任した。またカリブ族の評議会が設置された。1978年3月31日、カリブ族保護法によって居留地の自治政府設立が決定し、カリブ議会が設立された。この時よりカリブ族は居留地（Reserve）からテリトリー（Territory）へ言い換えるようになった。また彼らは外名の「カリブ（族）」から自称の「カリナゴ（族）」へ置き換える運動を実施し、2010年11月15日にテリトリー政府は「カリナゴ」を自称することを決めた。また中央政府にも働きかけた結果、2015年2月22日にドミニカ国議会の決定によって国内のすべての用語が置き換えられ、「カリナゴ（族）」は公式の名称となった。
2017年9月のハリケーン・マリアでは壊滅的な被害を受け、家屋の3分の2が損傷または破壊された。

## 政治
1978年3月31日に施行されたカリブ族保護法（Carib Reserve Act）によって、中央政府より自治権が与えられている。テリトリー政府はドミニカ国のカリブ族を代表している。
首長はカリナゴ・チーフ（酋長、Kalinago Chief）と呼ばれ、議員とは別の選挙で選出される。直近のチーフ選挙は2019年7月22日に実施され、ロレンツォ・ミカ・サンフォード（Lorenzo Micah Sanford）が当選した。1930年から1953年までの廃止期間を除き、1903年より法的に認められた制度である。また2015年まではカリブ・チーフ（Carib Chief）と呼ばれた。
議会はカリナゴ議会（Kalinago Council、旧称はカリブ議会 (Carib Council)）と呼ばれ、議席は6席、任期は5年である。直近の議員選挙は2019年8月14日に実施された。

## 集落
国勢調査では、以下の集落（コミュニティ）が挙げられている。
- バタカ (Bataca)
- クレイフィッシュ・リバー (Crayfish Rive)
- ガーレット・リバー (Gaulette River)
- マジニ (Madjini)
- モンキー・ヒル (Monkey Hill)
- ポイント・サリュビア (Point Salybia)
- サリュビア (Salybia)
- シム・シム (Sim Sim)
- シネク (Sineku)
- セイント・シア (St Cy)

## 経済
辺境の地に設置された経緯から、国内のみならず小アンティル諸島の中でも最も貧しい地域の1つとされる。1970年代まで自動車が通れるような道路はなく、電話が開通したのは1980年代、電気が各家庭へ送られたのは国内最後の1986年であった。1990年時点で、55パーセントの世帯では電気が使えず、85パーセントの世帯では5分以内に水を入手することができない状況にあった。
住民の多くは農業、漁業といった第一次産業に従事している。近年は観光業に力を入れており、カリブ族の伝統的な文化に触れることができる施設を建設している。

## 住民
居留地の総人口は、2011年の国勢調査によると2,112人である。民族別の内訳は、カリブ族（カリナゴ族）が1,451人、混血が592人、その他の民族が49人、不明が20人。性別内訳は男性が1,209人、女性が903人で、男性の方が多い。
2001年の国勢調査では総人口は2,201人で、前回と比べて総人口は89人減少している。一方でカリブ族の人口は263人増加しており、増加傾向にある。